# Чемпионат Европы по самбо 2019
Чемпионат Европы по самбо 2019 года проходил 16-20 мая в Хихоне (Испания) в местном Дворце спорта. В соревнованиях приняли участие 238 спортсменов из 29 стран.

## Медалисты

### Мужчины
| Весовая категория | Золото                     | Серебро                     | Бронза                                                   |
| ----------------- | -------------------------- | --------------------------- | -------------------------------------------------------- |
| до 52 кг          | Тигран Киракосян · Армения | Евгений Ерёмин · Россия     | Левани Берберашвили · Грузия Насими Умбаев · Азербайджан |
| до 57 кг          | Владимир Гладких · Россия  | Григор Мхитарян · Армения   | Борислав Янаков · Болгария Ираклий Купатадзе · Грузия    |
| до 62 кг          | Торник Човелидзе · Грузия  | Максим Манукян · Армения    | Томер Голомб · Израиль Тагир Тагиров · Россия            |
| до 68 кг          | Миндиа Лилуашвили · Грузия | Михаил Воробьёв · Россия    | Рафик Манукян · Армения Владислав Саяпин · Беларусь      |
| до 74 кг          | Максим Юдин · Россия       | Степан Попов · Беларусь     | Ашот Мартиросян · Болгария Артур Саркисян · Украина      |
| до 82 кг          | Сергей Кирюхин · Россия    | Ваган Чалян · Армения       | Алессио Мичелли · Италия Александр Хрулик · Беларусь     |
| до 90 кг          | Давид Оганисян · Россия    | Кристиан Бодирлау · Румыния | Ярослав Давыдчук · Украина Мистраль Янсен · Нидерланды   |
| до 100 кг         | Дмитрий Елисеев · Россия   | Виктор Решко · Латвия       | Алексей Моисеев · Украина Сергей Лесяк · Беларусь        |
| свыше 100 кг      | Даниэль Натя · Румыния     | Бека Бердзенишвили · Грузия | Андрей Волков · Россия Владимир Гажич · Сербия           |

### Женщины
| Весовая категория | Золото                      | Серебро                         | Бронза                                                 |
| ----------------- | --------------------------- | ------------------------------- | ------------------------------------------------------ |
| до 48 кг          | Мария Молчанова · Россия    | Кристина Касас · Испания        | Цветелина Цветанова · Болгария Милена Войцяк · Франция |
| до 52 кг          | Вера Лоткова · Россия       | Паулина Есану · Молдова         | Марина Жарская · Беларусь Анастасия Новикова · Украина |
| до 56 кг          | Лора Фурнье · Франция       | Мариана Донос · Молдова         | Тена Сикич · Хорватия Кристина Бондарь · Украина       |
| до 60 кг          | Яна Шевченко · Россия       | Екатерина Прокопенко · Беларусь | Орор Кабан · Франция Анастасия Шевченко · Украина      |
| до 64 кг          | Татьяна Мацко · Беларусь    | Валерия Анисимова · Россия      | Алёна Сайко · Украина Алиса Перин · Италия             |
| до 68 кг          | Анна Антыкало · Украина     | Ольга Намазова · Беларусь       | Люсия Бабич · Хорватия Ивана Яндрич · Сербия           |
| до 72 кг          | Наталья Смаль · Украина     | Галина Амбарцумян · Россия      | Виктория Бологан · Молдова Карина Шут · Беларусь       |
| до 80 кг          | Галина Ковальская · Украина | Нино Одзелашвили · Грузия       | Илина Стоянова · Болгария Паула Мартинес · Испания     |
| свыше 80 кг       | Елена Кебадзе · Грузия      | Анастасия Сапсай · Украина      | Мария Кондратьева · Беларусь Эвадна Уэкас · Испания    |

### Боевое самбо
| Весовая категория | Золото                      | Серебро                    | Бронза                                                     |
| ----------------- | --------------------------- | -------------------------- | ---------------------------------------------------------- |
| до 52 кг          | Владимир Ламанов · Россия   | Джон Балаян · Армения      | Виталий Добрянский · Украина                               |
| до 57 кг          | Мухтар Гамзаев · Россия     | Богдан Бабенко · Украина   | Погос Бадалян · Армения Аарон Анейрос · Испания            |
| до 62 кг          | Фёдор Дурыманов · Россия    | Андрей Кучеренко · Украина | Тимур Андрес · Молдова Якуб Бабияр · Словакия              |
| до 68 кг          | Альберт Шангараев · Россия  | Василий Остапец · Беларусь | Бачуки Бахишвили · Украина Тариэль Абассов · Израиль       |
| до 74 кг          | Загид Гайдаров · Россия     | Вадим Бурчак · Украина     | Миндаугас Верзбицкас · Литва Михаил Николов · Болгария     |
| до 82 кг          | Владислав Руднев · Украина  | Алексиевич · Болгария      | Бахтияр Аббасов · Азербайджан Дежан Гунявич · Хорватия     |
| до 90 кг          | Роман Егоров · Россия       | Пётр Давыденко · Украина   | Луи Лорен · Франция Георгий Козак · Венгрия                |
| до 100 кг         | Хадис Ибрагимов · Россия    | Денислав Златев · Болгария | Эдуардо Риего · Испания Анатолий Волошинов · Украина       |
| свыше 100 кг      | Кирилл Сидельников · Россия | Виталий Гребенюк · Украина | Бобан Данов · Северная Македония Эймантас Вайкасас · Литва |